# 粗頸龜屬
粗頸龜屬（Siebenrockiella）是地龜科下的一個屬。1869年由約翰·愛德華·格雷以Bellia為名首次建立，以紀念托馬斯·貝爾， 但因為該名稱與1848年建立的甲殼綱的一個屬衝突而被廢棄。 新名Siebenrockiella建立於1929年。

## 種
- 粗頸龜（Siebenrockiella crassicollis (Gray, 1831)）
- 巴拉望龜（Siebenrockiella leytensis (Taylor, 1920)）

## 外部連結
- Images at Chelonia.org （页面存档备份，存于）